# Tito Strocchi

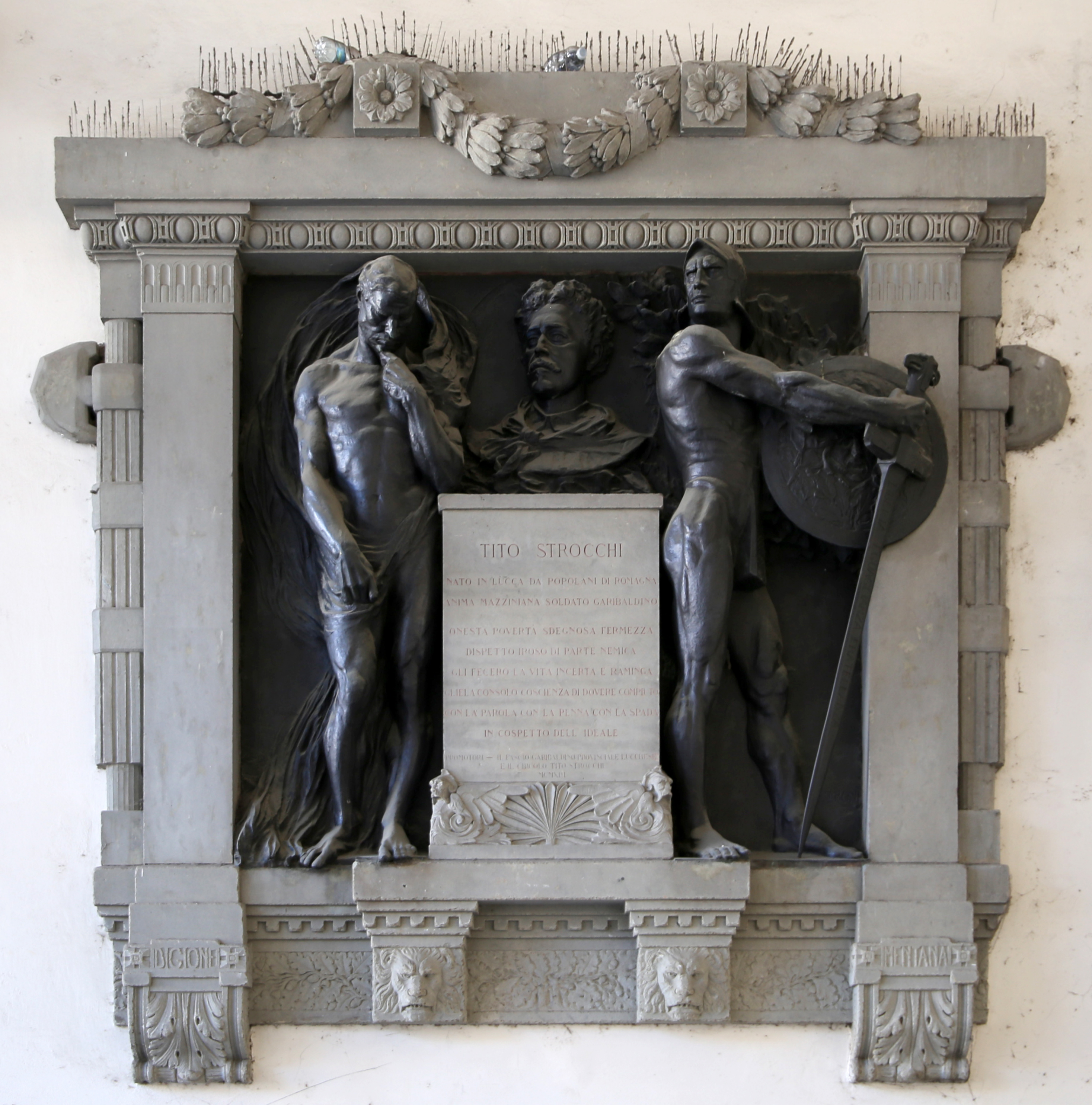
Monumento a Tito Strocchi nella Loggia del Palazzo Pretorio di Lucca

Tito Strocchi (Lucca, 26 giugno 1846 – Bagni di Lucca, 12 giugno 1879) è stato un patriota, giornalista e scrittore italiano.

## Biografia
Nato a Lucca in una famiglia di modeste condizioni - suo padre Stefano era locandiere e sua madre, Giovanna Consolini, aiutava il marito - ebbe una formazione culturale piuttosto eterogenea.

### Preparazione culturale
Seguendo un percorso quanto meno singolare, frequentò dapprima la scuola di disegno e architettura dell'Accademia lucchese di belle arti. Studiò poi grammatica latina e "umane lettere" nelle classi tenute dai padri Chierici regolari presso la Chiesa di Santa Maria Corteorlandini; apprese quindi elementi di filosofia e di matematica nel liceo di Lucca. Fin da quei primi anni, egli mostrò molta predisposizione per la poesia, come poi scrisse di lui un suo amico.Nel 1863 si iscrisse alla facoltà di giurisprudenza presso l'Università di Pisa, però con scarsi risultati.

### Lunga militanza risorgimentale
Erano stati però i fatti di Aspromonte a destare in lui una intensa emozione nonché a riempirlo di ammirazione per Giuseppe Garibaldi facendo nascere in lui il desiderio di correre a combattere per la patria sotto il generale; ma intanto, poco incline allo studio, nel novembre del 1865 dovette abbandonare l'università per motivi economici, trovando conforto nella poesia. In questo periodo scrisse il suo primo componimento Due poveri cuori! probabilmente anche sperando di ricavare un poco di utile dalla sua fatica letteraria.
Alla vigilia della terza guerra d'indipendenza, mentre l'ambiente universitario pisano era in fermento, egli scrisse «...Il nostro desiderio sarebbe quello di formare il battaglione universitario, e giuro a Dio che colla nostra bandiera che portarono sì valorosamente i nostri fratelli il 1848 a Curtatone, saremmo invincibili...»Il 26 maggio 1866 si presentò in Università per la tesi di laurea ma non riuscì a superare prova. Il giorno successivo, salutata la famiglia, prese il treno assieme ad un gruppo di altri volontari e partì per il raduno a Barletta (1866), arruolandosi il 30 maggio, come soldato della 14ª compagnia nel 10º reggimento garibaldino.Il 27 giugno, vestita con orgoglio la camicia rossa garibaldina, partì per la guerra. Arrivò a Salò il 5 luglio e, «...da allora in poi, fino all'armistizio, fu costretto a marce lunghe quanto inconcludenti sui monti sovrastanti il lago di Garda...»
Disciolto l'esercito garibaldino ai primi di settembre, il 16 di quel mese tornò a Lucca col grado di caporale furiere. Riprese gli studi con maggior determinazione e nel novembre 1866 conseguì la laurea in scienze giuridiche e politico-amministrative presso l'Università di Pisa. Cercò un impiego e lavorò, come praticante, presso uno studio legale cittadino. Continuando tuttavia a essere attratto più dagli ideali politico-patriottici che dai suoi impegni professionali, entrò a far parte del Comitato italo-ellenico organizzato anche a Lucca per raccogliere fondi in favore degli insorti greci ed ebbe occasione di conoscere Enrico Del Carlo con il quale strinse una fraterna amicizia e condivise la carica di Segretario di quell'associazione.
Appresa la notizia della spedizione che Garibaldi pensava di fare su Roma, il 3 settembre 1867 lasciò Lucca con il poco denaro datogli dal padre e da un amico. Il 7 arrivò a Orvieto assieme ad altri tre lucchesi, Fabio Ragghianti, Pertinace Giannini ed Enrico Giorgi. Insieme raggiunsero Bagnaia dove attesero la colonna garibaldina di Girolamo Corseri alla quale si unirono il 4 ottobre. Due giorni dopo milleduecento soldati papalini attaccarono il paese costringendo i garibaldini a fuggire; mentre i fuggitivi tentavano di attraversare il Tevere, furono catturati e condotti prima nel carcere di Amelia e successivamente in quello di Terni. Pochi giorni dopo Strocchi era già libero e, dopo un breve ritorno a casa, il 17 di quello stesso mese si diresse nuovamente verso il confine dello Stato pontificio per partecipare alla battaglia di Monterotondo che si svolse il 25 ottobre sotto il comando di Garibaldi. Il 26 ottobre entrò nel borgo assieme agli altri garibaldini vittoriosi.
Di lì a poco, il 3 novembre, prese parte alla disastrosa battaglia di Mentana, nel corso della quale Strocchi, attardatosi per soccorrere un ferito, fu fatto prigioniero dalle truppe francesi e condotto prima a Roma e poi a Civitavecchia. Rimesso in libertà il 24 novembre, ritornò subito a Lucca.
Avendo problemi alla vista in quanto miope evitò la leva obbligatoria ma riprese la sua attività letteraria e, nel 1868, organizzò una società fra volontari ex combattenti che prese il nome di "Associazione fra reduci dalle patrie battaglie", con Giuseppe Mazzini presidente onorario. Sempre nel 1868 fondò, assieme all'amico Del Carlo e pochi altri, il giornale Il Serchio che, inizialmente, dichiarava di avere un programma di «...conciliazione fra opinioni diverse, vale a dire una cosa assai moderata...», ma un articolo di Strocchi, intitolato Luce e libertà, collocò subito il giornale fra gli organi di stampa di ispirazione schiettamente mazziniana. Nel 1869, tre anni dopo la nascita dell'"Alleanza repubblicana universale", divenne presidente del comitato lucchese che si ispirava al progetto mazziniano di conferire ai valori di solidarietà, democrazia e pace una dimensione volta a divenire globale. Il 28 luglio 1868 fu arrestato per ordine del procuratore generale di Genova con l'accusa di cospirazione contro lo Stato. Uscito dal carcere il 27 settembre ed essendosi da alcuni anni avvicinato alla massoneria cercò di separare la loggia "Balilla", da lui creata nel 1866 assieme a Gioacchino Allegrini, dal Grande Oriente di Firenze per passare all'obbedienza del "Supremo Consiglio" di Palermo, alla cui guida si trovava, dal 1868, uno dei più stretti seguaci di Mazzini, Federico Campanella.
Nella primavera del 1870, in previsione di un'insurrezione repubblicana nell'Italia centrale, organizzò, a Lucca, una banda che avrebbe dovuto operare assieme ad altre di Pisa, Livorno, Carrara e La Spezia. L'intento era quello di marciare verso Firenze nella speranza che il movimento prendesse forza anche in Liguria, in Lombardia e nel resto dell'Italia fino alla Sicilia. Il 4 giugno, tito Strocchi, assieme a settanta giovani lucchesi armati di fucili sottratti al regio liceo raggiunse l'altopiano delle Pizzorne, ma furono inseguiti e arrestati in territorio Pistoiese per poi essere condotti in prigione a Lucca.
Di nuovo libero agli inizi di novembre, indomito e infaticato combattente garibaldino, Strocchi partì per Marsiglia allo scopo di arruolarsi come volontario nella spedizione garibaldina a sostegno delle truppe francesi impegnate nella  guerra contro i prussiani che, in questa fase,  culminò nella battaglia di Digione. Durante questa campagna, combatté nella brigata di Ricciotti Garibaldi e, oltre ad acquisire il grado di sottotenente, gli venne attribuita la fama di avere catturato la bandiera del 61º reggimento prussiano durante la terza battaglia di Digione del 23 gennaio 1871, un avvenimento peraltro messo in dubbio da alcuni storici.

### Attività letteraria e giornalistica
Tornato a Lucca verso la metà di marzo del 1871, si dedicò alla stesura di alcuni testi teatrali, tra cui le due commedie Volti e maschere, subito rappresentata a Lucca e in altre città italiane e Amore, andata in scena a Firenze il 5 giugno di quello stesso anno con scarso successo. Continuamente assillato dalle necessità economiche, Il 9 settembre 1871, aiutato economicamente da alcuni amici e accompagnato dalla sorella Livia, si trasferì a Firenze, dove entrò in contatto con la gioventù democratica locale e partecipò ai dibattiti apertisi in quel tempo all'interno dell'ambiente repubblicano.
Durante questo periodo studiò per prepararsi all'esame di abilitazione alla libera professione di avvocato e nel contempo scrisse alcuni articoli per il giornale democratico L'Italia nuova. Nel 1872, profondamente addolorato per la morte di Giuseppe Mazzini e per non avere adempiuto alla sua richiesta di scrivere per il suo giornale La Roma del Popolo, riuscì a fatica a conseguire il titolo di avvocato. Oltre che sui giornali citati, Strocchi aveva pubblicato articoli di soggetto politico e scritti di varia natura su altri periodici: II Progresso di Lucca, Lo Scoglio di Livorno, La cometa rossa di Pisa e Fede e avvenire di Messina. A questo periodo inoltre risalgono il dramma Sampiero d'Ornano e una commedia in due atti, intitolata Maria.
Si trasferì poi a Bologna presso lo studio dell'avvocato Aristide Venturini. Qui frequentò anche l'ambiente dell'ex colonnello garibaldino Francesco Pais-Serra, direttore del giornale La voce del popolo, e Giosuè Carducci.

### Malattia e morte
Si trasferì poi a Massa per dirigere il Corriere della provincia di Massa di ispirazione repubblicana ma, ammalatosi di pleurite continuò a vivere in quella città fra alti e bassi della salute e dell'attività di avvocato e giornalista. Verso la metà del 1876 riprese a scrivere Una pagina dei miei ricordi - 1867, con l'aggiunta delle Memorie del 1870-71.
Nella speranza di trarne beneficio si recò a Bagni di Lucca, ospitato da un amico e vi rimase fino all'ottobre. Tornato a Lucca la malattia riprese il sopravvento. Morì nella notte del 12 giugno 1879.

### Riconoscimenti
Il comune di Lucca fece porre, nella loggia di Palazzo Pretorio un monumento marmoreo dedicato a Tito Strocchi scolpito da Francesco Petroni che fu inaugurato il 29 giugno 1913.
Non va tuttavia dimenticato che: «...Il 3 gennaio 1925 i fascisti lucchesi assaltavano e devastavano la sede della Fratellanza Artigiana in Corte Sbarra a Lucca, distruggevano carte e documenti tra cui alcuni autografi di Mazzini e Garibaldi e trascinavano la camicia rossa di Tito Strocchi come un trofeo per le vie della città...».

## Scritti

### Lavori teatrali
- Volti e maschere – commedia - 1871;
- Amore – commedia - 1871;
- Sampiero d'Ornano – dramma - 1872;
- Maria – commedia in due atti - 1872;
- Amore e lavoro – commedia in quattro atti, 1877.

### Memoriali
- Una pagina dei miei ricordi, 1867 - 1876;
- Memorie del 1870-71 - 1876.

### Racconti
- Lucrezia Buonvisi. Racconto storico lucchese del secolo XVI - 1882, pubblicato postumo.